# Jonas Slier
Jonas Slier (Amsterdam, 22 maart 1886 - Auschwitz, 5 november 1942) was een Nederlands gymnast.
Slier, die van joodse komaf was, was lid van gymnastiekvereniging Spartacus in Amsterdam. Hij nam deel aan de Olympische Zomerspelen in 1908. Slier kwam in de Tweede Wereldoorlog om in concentratiekamp Auschwitz.